# Tatebayashi
Tatebayashi (jap. 館林市, -shi) ist eine Stadt in der Präfektur Gunma auf Honshū, der Hauptinsel von Japan.

## Geographie
Tatebayashi liegt etwa 55 km nördlich von Tokio am Fluss Watarase in der Kantō-Ebene.

## Geschichte
Tatebayashi ist eine alte Burgstadt, in der zuletzt die Akimoto mit einem Einkommen von 60.000 Koku als größere Fudai-Daimyō residierten.

## Wirtschaft
Hauptsächliche Wirtschaftszweige umfassen elektrische und chemische Industrie, Metallwaren, Sojasauce und Seide.

## Verkehr
- Straße:
  - Tōhoku-Autobahn
  - Nationalstraße 122, nach Tōkyō oder Nikkō
  - Nationalstraße 354
- Zug:
  - Tobū Isesaki-Linie

## Sehenswürdigkeiten
- Der Morin-ji (茂林寺) ist der berühmteste Tempel der Stadt, bekannt durch die Erzählung „Bumbuku chagama“, die von einem Tanuki handelt. Weiter gibt es die Azaleen im Tsutsujigaoka-Park, dem Rhododendren-Park.

## Söhne und Töchter der Stadt
- Komuro Suiun (1874–1945), Maler
- Tayama Katai (1872–1930), Schriftsteller
- Shōda Kenjirō (1902–1977), Mathematiker
- Shōda Hidesaburō (1903–1999), Unternehmer
- Chiaki Mukai (* 1952), erste japanische Astronautin
- Ken Iwao (* 1988), Fußballspieler
- Hiroki Yanagita (* 2003), Sprinter

## Weblinks

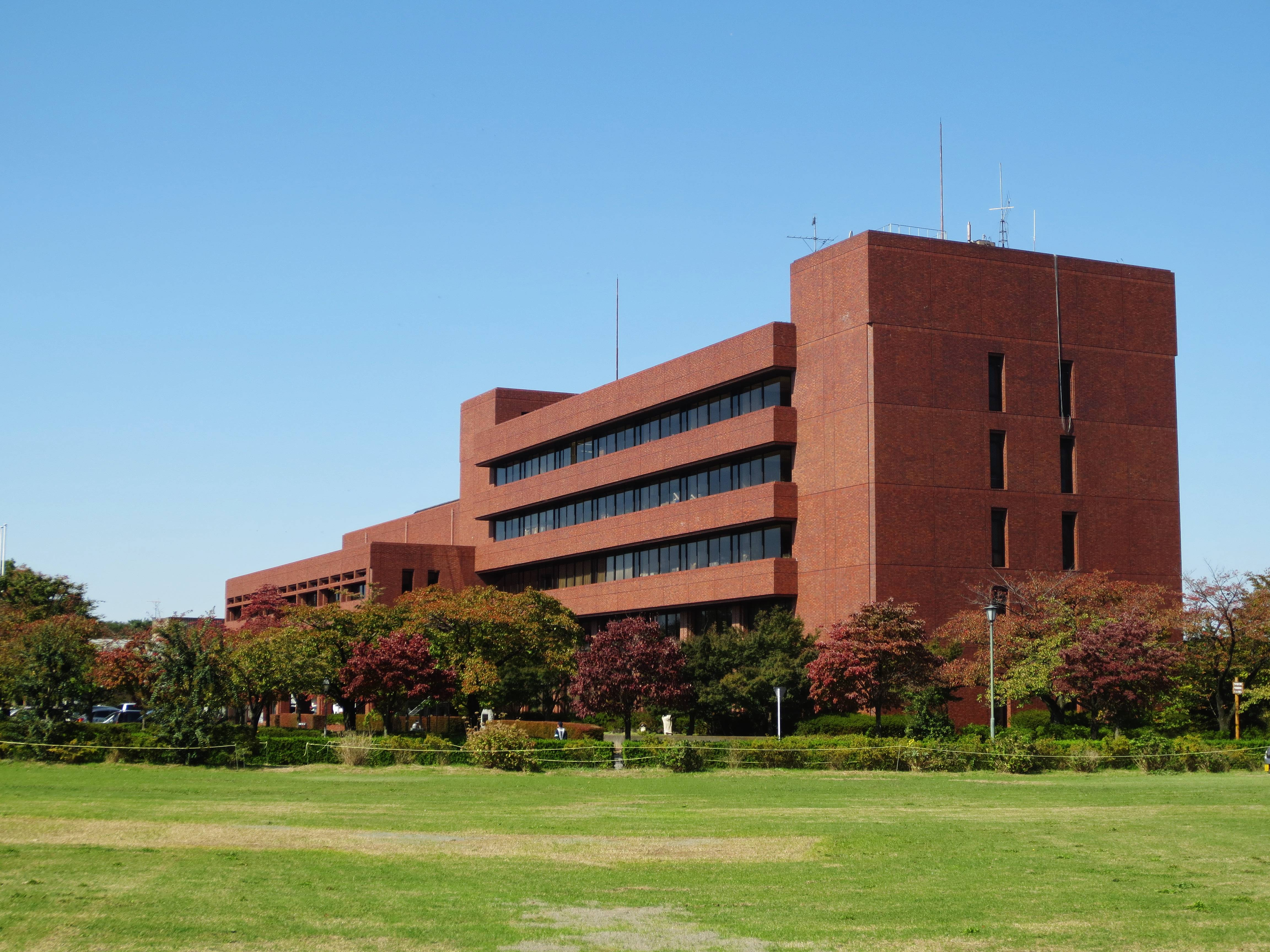
Rathaus von Tatebayashi

## Angrenzende Städte und Gemeinden
- Präfektur Gunma
  - Ōra
  - Meiwa
  - Chiyoda
  - Itakura
- Präfektur Tochigi
  - Ashikaga
  - Sano